# Адам Опатовчик
Адам Опатовчик або Адам Опатовіус (пол. Adam Opatowczyk, Adam Opatovius, нар. 1574 р. в Опатові, пом. 4 листопада 1647 р. у Кракові) — професор і ректор Краківської академії.

## Біографія
Син Мацея, вступив до Краківської академії в зимовому семестрі 1592/1593 р. У 1594 р. став бакалавром мистецтв, а через чотири роки — магістром вільних мистецтв. У 1606 р. він вже був деканом факультету мистецтв. Вдруге став деканом цього факультету в зимовому семестрі 1608/09 р.
Паралельно з університетською кар'єрою він розвивав кар'єру священнослужителя. 22 липня 1606 р. призначений священником, а 13 квітня 1607 р. — пресвітером. У 1606 році отримав посаду вихователя Якуба Собеського та Яна Жолкевського. Восени 1618 р. він поїхав до Падуї, а в 1619 р. перебував у Римі, де здобув ступінь доктора теології. Приблизно у 1618 р. призначений деканом церкви св. Анни в Кракові. У 1630 р. він вперше обійняв посаду ректора Краківської академії та обіймав її сім разів у 1630—1631, 1635—1637 та 1641—1642 роках. У 1638 році став каноніком краківського собору. Адам Опатовчик похований у костелі св. Анни, як він сам заповідав — під амвоном — а заупокійну проповідь виголосив його учень Шимон Станіслав Маковський.